# Valeska Gert
Pour les articles homonymes, voir Gert.
 (avril 2021).
Si vous disposez d'ouvrages ou d'articles de référence ou si vous connaissez des sites web de qualité traitant du thème abordé ici, merci de compléter l'article en donnant les références utiles à sa vérifiabilité et en les liant à la section « Notes et références ».
Gertrud Valesca Somes, dite Valeska Gert, née le 11 janvier 1892 à Berlin et morte entre le 15 et 18 mars 1978 à Kampen sur l’île de Sylt, est une danseuse, humoriste et actrice allemande.
Artiste autodidacte née dans une famille bourgeoise de Juifs berlinois, elle a commencé à danser à 9 ans. Elle s'est, par la suite, produite en solo dans des personnages très éloignés de la bourgeoisie, pour mieux la caricaturer. Elle peint des personnages marginaux : « Parce que je n'aimais pas les bourgeois, je dansais des personnages qu'ils méprisaient, prostituées, entremetteuses, marginaux, dépravés. » Dans l'une de ses prestations remarquables, elle exprime par son corps un cri sans son. Réfractaire à toutes les écoles, elle s'inscrit toutefois dans le courant expressionniste. Sa danse, contrairement à Wigman, se révèle virulente et provocatrice. Elle croque au vitriol les travers des classes moyennes et illustre le rythme frénétique de la vie moderne.
Elle a également fait une partie de sa carrière au cinéma qu'elle a débuté en 1915 avec Maria Mossi.

## Contexte historique
Valeska Gert est contemporaine de l'Allemagne des années 1920-1930. Cette dernière, humiliée par le traité de Versailles, doit faire face à de graves difficultés économiques, sociales et politiques. L'inflation fragilise les classes moyennes, l'effondrement de la production et les faillites conduisent près d'un quart de la population allemande dans une situation précaire : on constate en effet 6 millions de chômeurs.
Le parti nazi se nourrira des mécontentements de la population et accédera au pouvoir en 1933.
Propagande, censure de presse, autodafés, jeunesse contrôlée et antisémitisme (lois de Nuremberg en 1935 et ordonnance de 1938 excluant les juifs de la société allemande) constituent le paysage de l'époque. C'est dans ce contexte, qu'en 1932, Valeska Gert ouvre un cabaret à Berlin : « le Kohlkopp « .
Ses activités sont interrompues par l'arrivée des nazis au pouvoir. En 1938, elle part pour New York et connait là bas des débuts difficiles et sera obligée de subvenir à ses moyens en vivant de petits boulots (vaisselle dans les restaurants, etc.). Elle travaillera ensuite dans le cabaret Beggar's bar à New York. « La guerre touchait à sa fin. Berlin fut bombardé de fond en comble, ma ville, la ville où je suis née. J'en souffrais jusqu'à la moelle. J'étais atteinte dans chaque nerf. Bientôt la paix allait venir. Je n'étais plus qu'à moitié en Amérique. Je n'avais jamais eu l'intention d'y rester. Dès que les nazis seraient loin, j'y retournerais. J'aime l'Europe, ce continent à l'habitat si dense, où l'on est si proche de l'autre qu'un courant électrique passe, on l'appelle « atmosphère. »
Elle retournera en 1947 en Europe et sera récompensée par un Ruban d'or (de). Après sa mort, en 1978, elle sera inhumée dans le cimetière de Ruhleben à Berlin.

## Courant artistique: L'expressionnisme allemand
L'expressionnisme allemand, dans lequel s'inscrit Valeska Gert, est un courant artistique qui se développe à partir de 1905. Il regroupe plusieurs disciplines artistiques : danse (R. Laban, M. Wigman, K. Jooss...) théâtre (W. Hasenclever, F. Kortner...), littérature (H. Mann, G. Trakl...) cinéma (R. Wiene, F.Lang, F. W. Murnau...), arts Plastiques (E. Munch, Van Gogh...).
L'expressionnisme est la conséquence de 3 ruptures : avec l'académisme, avec le nationalisme, et le naturalisme. S'agissant de la danse, le sens du mouvement sous toutes ses formes y est premier (ex : la Kinésphère de Laban), hanté par ce qui le menace constamment : une paralysie qui figerait les corps et entraînerait une mort prématurée. Il s'agit bien d'arracher les mouvements à cette inertie et c'est en ce sens que Marie Wigman, par exemple, consciente de cet enjeu crucial, est une danseuse expressionniste.

## Cabarettiste
Elle fait ses débuts de danseuse en 1916 dans un cinéma de la UFA (Universum Film AG), l'une des sociétés de production cinématographiques les plus importantes de l'Allemagne de la première moitié du XXe siècle. Sur cette lancée, elle est engagée dans plusieurs théâtres. Entrée en contact avec les dadaïstes berlinois, elle s'oriente vers le cabaret : un genre qui mêle la chanson, la danse, le théâtre, le cirque, la poésie d'avant garde, le cinéma et la satire politique, et qui connait à cette époque un vif succès. En effet, pendant l'entre-deux-guerres, de nombreux cabarets vont apparaître dans toute l'Europe, en Allemagne et surtout à Berlin. Contrairement au cabaret français ou américain, qui se sont centrés sur les loisirs réservés à une certaine catégorie de la population (haute bourgeoisie), le cabaret berlinois sert aussi à exprimer des opinions politiques, et des convictions personnelles. Dans ce cadre, Valeska Gert va, au travers de sa gestualité, montrer son aversion face à la bourgeoisie et une nouvelle façon de danser. On la considère parfois comme l'une des pionnières de la danse contemporaine.
« Quand je faisais du théâtre, je regrettais la danse, et quand je dansais le théâtre me manquait. Le conflit a duré jusqu'à ce que l'idée me vienne de réunir les deux : je voulais danser des personnages. »
Elle va se produire dans un cabaret du nom de « Schall und Rauch », et va ouvrir son propre cabaret « le Kohlkopp » (tête de chou). Son art est basé sur l'alliance du burlesque et du grotesque dans le but de provoquer. Ses solos les plus célèbres sont « la mort », « la boxe », « le cirque », « la nourrice », « la canaille », thèmes ou personnages issus de la vie quotidienne de Valeska Gert.

## Les héritiers de l'expressionnisme allemand
La guerre a mortellement blessé le mouvement chorégraphique allemand des années 1920. Toutefois, l'héritage de ce mouvement se perpétuera à travers le renouveau de la « danse Théâtre » (Tanz Theater). Tout comme les créations de Valeska Gert, ce courant créé par Kurt Jooss, tire son essence du geste quotidien utilitaire, pour le styliser, en jouant sur les paramètres de poids, temps, vitesse et énergie.
S'il faut retenir une héritière, ce sera Pina Bausch (1940-2009), élève de Kurt Jooss. Chorégraphe de génie, auteur de nombreux chefs-d'œuvre tels que « Café Muller » (1978), « Nelken » (1982), « Kontakthof » (1978) ou encore « Walzer » ...
L'héritage va dépasser les frontières de l'Allemagne avec Maguy Marin, figure de proue de la « danse française des années 1980 « à travers notamment l'illustre « May B » inspiré de l'œuvre de Samuel Beckett.
Valeska Gert, ou Mary Wigman, ont, comme beaucoup d'artistes de leur époque, influencé la danse et les chorégraphes d'aujourd'hui, parfois à leur insu...
« Mes danses ont influencé les danseurs du monde entier, ils ne le savent pas. Je veux vivre une fois morte. J'ai écrit pour cela. Peut-être que quelqu'un me lira quand je serai devenue poussière, et peut être me comprendra-t-il, et peut-être m'aimera t-il ? »

## Filmographie
- 1925 : La Rue sans joie (Die freudlose Gasse) de G. W. Pabst
- 1925 : Ein Sommernachtstraum de Hans Neumann
- 1926 : Nana de Jean Renoir
- 1929 : Le Journal d'une fille perdue (Tagebuch einer Verlorenen) de Georg Wilhelm Pabst
- 1930 : Les Hommes le dimanche (Menschen am Sonntag) de Robert Siodmak
- 1930 : Telle est la vie (Takový je zivot) de Carl Junghans
- 1931 : L'Opéra de quat'sous (Die Dreigroschenoper) de Georg Wilhelm Pabst
- 1965 : Juliette des esprits (Giulietta degli spiriti) de Federico Fellini
- 1966 : La bonne Dame de Pierre Philippe
- 1976 : Le Coup de grâce (Der Fangschuß) de Volker Schlöndorff

## Publication
- Je suis une sorcière - Kaléidoscope d'une vie dansée, traduction de Philippe Ivernel, Centre national de la danse, 2004, nouvelle édition illustrée revue et augmentée aux éditions L'Œil d'or, Paris, 2021.

## Distinctions
- Prix du syndicat de la critique 2004 : Prix du meilleur livre sur la danse pour Je suis une sorcière